# Condado de Barnes
El condado de Barnes (en inglés: Barnes County, North Dakota), fundado en 1875, es uno de los 53 condados en el estado estadounidense de Dakota del Norte. En el año 2000 tenía una población de 11 755 habitantes con una densidad poblacional de 3 personas por km². La sede del condado es Valley City.

## Geografía
Según la Oficina del Censo, el condado tiene un área total de 3919 km² (1513,1 mi²), de la cual 3864 km² (1491,9 mi²) es tierra y 57 km² (22,0 mi²) es agua.

### Condados adyacentes
- Condado de Griggs norte
- Condado de Steele noreste
- Condado de Cass este
- Condado de Ransom sureste
- Condado de LaMoure suroeste
- Condado de Stutsman oeste

### Áreas protegidas nacionales
- Lago de Hobart Refugio Nacional de Vida Silvestre
- Slough Stoney Refugio Nacional de Vida Silvestre
- Tomahawk Refugio de Vida Silvestre Nacional

## Demografía
En el 2000 la renta per cápita promedia del condado era de $31 166, y el ingreso promedio para una familia era de $42 149. El ingreso per cápita para el condado era de $16 566. En 2000 los hombres tenían un ingreso per cápita de $28 504 versus $18 447 para las mujeres. Alrededor del 10.80% de la población estaba bajo el umbral de pobreza nacional.
| 1880 | 1890 | 1900   | 1910   | 1920   | 1930   | 1940   | 1950   | 1960   | 1970   | 1980   | 1990   | 2000   | Est. 2009 |
| ---- | ---- | ------ | ------ | ------ | ------ | ------ | ------ | ------ | ------ | ------ | ------ | ------ | --------- |
| 1585 | 7045 | 13 159 | 18 066 | 18 678 | 18 804 | 17 814 | 16 884 | 16 719 | 14 669 | 13 960 | 12 545 | 11 755 | 10 753    |

## Lugares

### Ciudades
| - Dazey - Fingal - Kathryn - Leal - Litchville - Nome - Oriska | - Pillsbury - Rogers - Sanborn - Sibley - Tower City - Valley City - Wimbledon |

Nota: todas las comunidades incorporadas en Dakota del Norte se les llama "ciudades" independientemente de su tamaño

### Mayores autopistas
| - Interestatal 94 - U.S. Highway 52 - Carretera de Dakota del Norte 1 - Carretera de Dakota del Norte 9 | - Carretera de Dakota del Norte 26 - Carretera de Dakota del Norte 32 - Carretera de Dakota del Norte 46 |